# Микелика (Рагуза)
Микелика је насеље у Италији у округу Рагуза, региону Сицилија.
Према процени из 2011. у насељу је живело 277 становника. Насеље се налази на надморској висини од 412 м.